# ハドリアヌスの長城

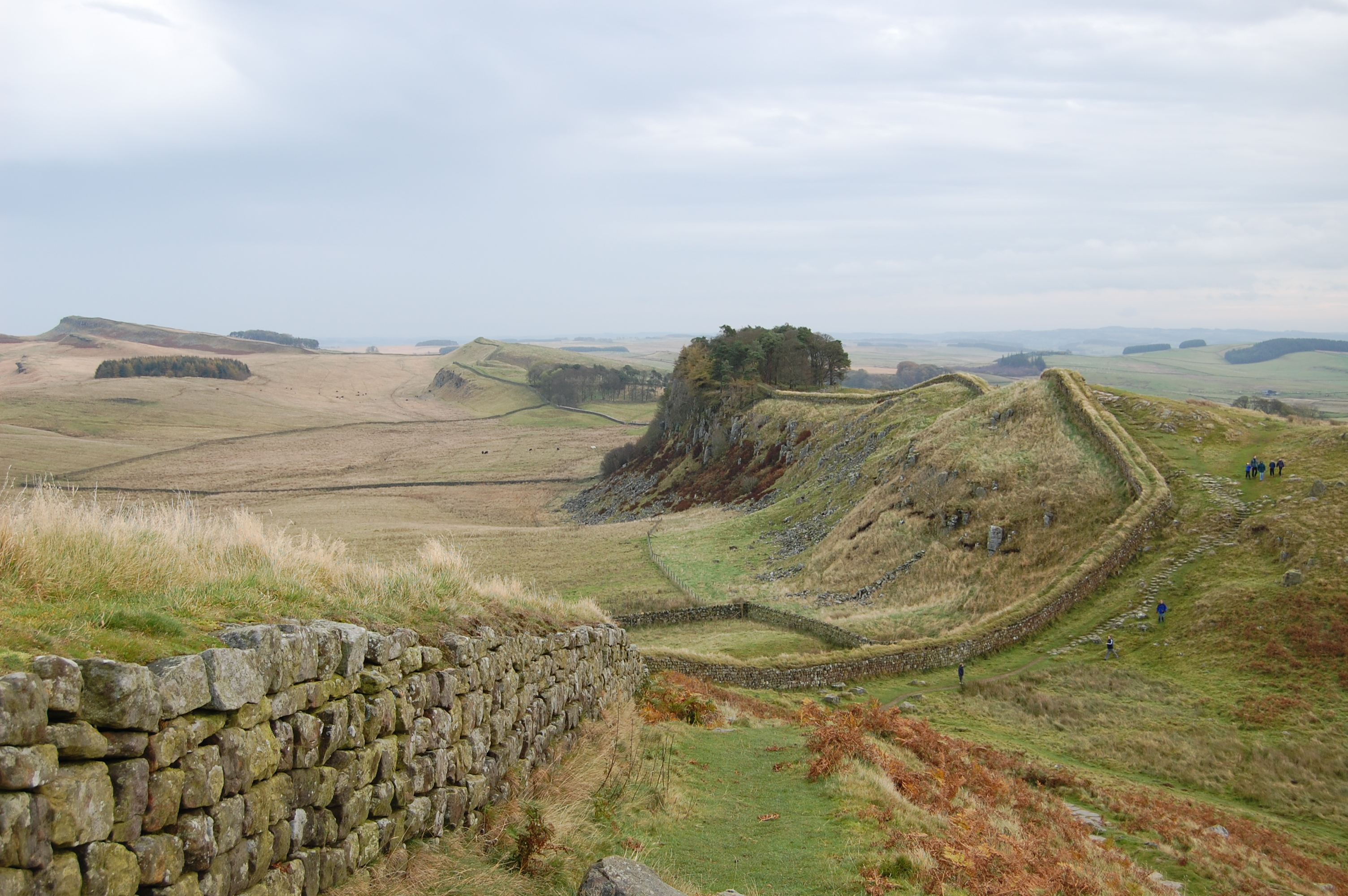
ハドリアヌスの長城

ハドリアヌスの長城（ハドリアヌスのちょうじょう、英語: Hadrian's Wall、ラテン語: Vallum Aelium）は、イギリスの北部にあるローマ帝国時代の城壁（囲壁）跡。広義にはローマ帝国の国境線を防御する防御壁『リメス』の一部であり、ローマ帝国最北端の国境線でもある。2世紀に、第14代ローマ皇帝ハドリアヌスにより建設された。
1987年、ユネスコの世界遺産（文化遺産）に登録された。

## 概要
ハドリアヌスの長城はイングランド北部、スコットランドとの境界線近くにある。ローマ帝国は1世紀半ばにブリタニアまで領土を拡大させたが、ケルト人の侵入に悩まされていた。そこで皇帝ハドリアヌスが長城の建設を命じ、122年に工事が開始された。作業者はローマ帝国の支配地から動員され、完成には10年の歳月がかかった。領土拡張を続けていたローマ帝国が、拡張政策を続けることを断念した政策転換点としても象徴的な建造物の一つである。
完成当時は、ニューカッスル・アポン・タインからカーライルまでの118kmにも及んだ。壁の高さは4～5m、厚さ約3m。後の方で建設された部分は約2.5mに狭くなっている。完成当初は土塁で、その後に石垣で補強されたと考えられている。約1.5kmの間隔で監視所も設置されていた。また、6km間隔で要塞も建築され、要塞には500人から1000人のローマ兵が配備されたと推定されている。
この長城は文化的境界ではなく、あくまで軍事上の防衛線として建設された。ローマ帝国の支配が及ばなくなった4世紀後半以後も、17世紀までスコットランドに対する防御壁として使用されていた。このため、イングランドとスコットランドの国境として半ば固定化し、現在のイングランドとスコットランドの境界線にも大きな影響を与えている。

## 長城の規模
ハドリアヌスの長城は、長さ約117.5km にも及んだ。場所により城壁の材質は異なり、城壁の厚さはそれぞれの場所での材質に依ったとされる。アーシング川東部の城壁は四角に成形された石材で構築されており、壁の幅は約3m、高さは約5mから6mに及んだ。一方アーシング川西部の城壁は芝や土を固めた材質で構築され、幅は6m、高さは3.5mほどであった。この芝壁はのちに石の壁に建て替えられた。これらは城壁のみの寸法であり、堀や犬走りなどの付随施設は含まない。長城の中央付近は、3mほどの基盤の上に2.4mほどの厚さのある壁が聳え立っていたとされ、この一部は現在に至るまで残っている。長城のすぐ南側には堀が掘られ、壁と並行に並ぶ２つの土塁に挟まれるような形で構築された。この堀はVallumと呼ばれるものであり、このラテン語が英語におけるwallの語源になったとされている。このVallumは長城より保存状態が良く、現在でも多くの地点で残っている。(城壁は、これまでに多くの石が盗まれてしまっている。)